# Lusitania (Schiff, 1906)
Die Lusitania war ein 1906 in Dienst gestelltes Passagierschiff der portugiesischen Reederei Empresa Nacional de Navegação, das Passagiere und Fracht von Portugal nach Afrika beförderte. Am 18. April 1911 sank das Schiff vor Cape Point (Südafrika), nachdem es auf Felsen aufgelaufen war. Acht Menschen starben.

## Das Schiff

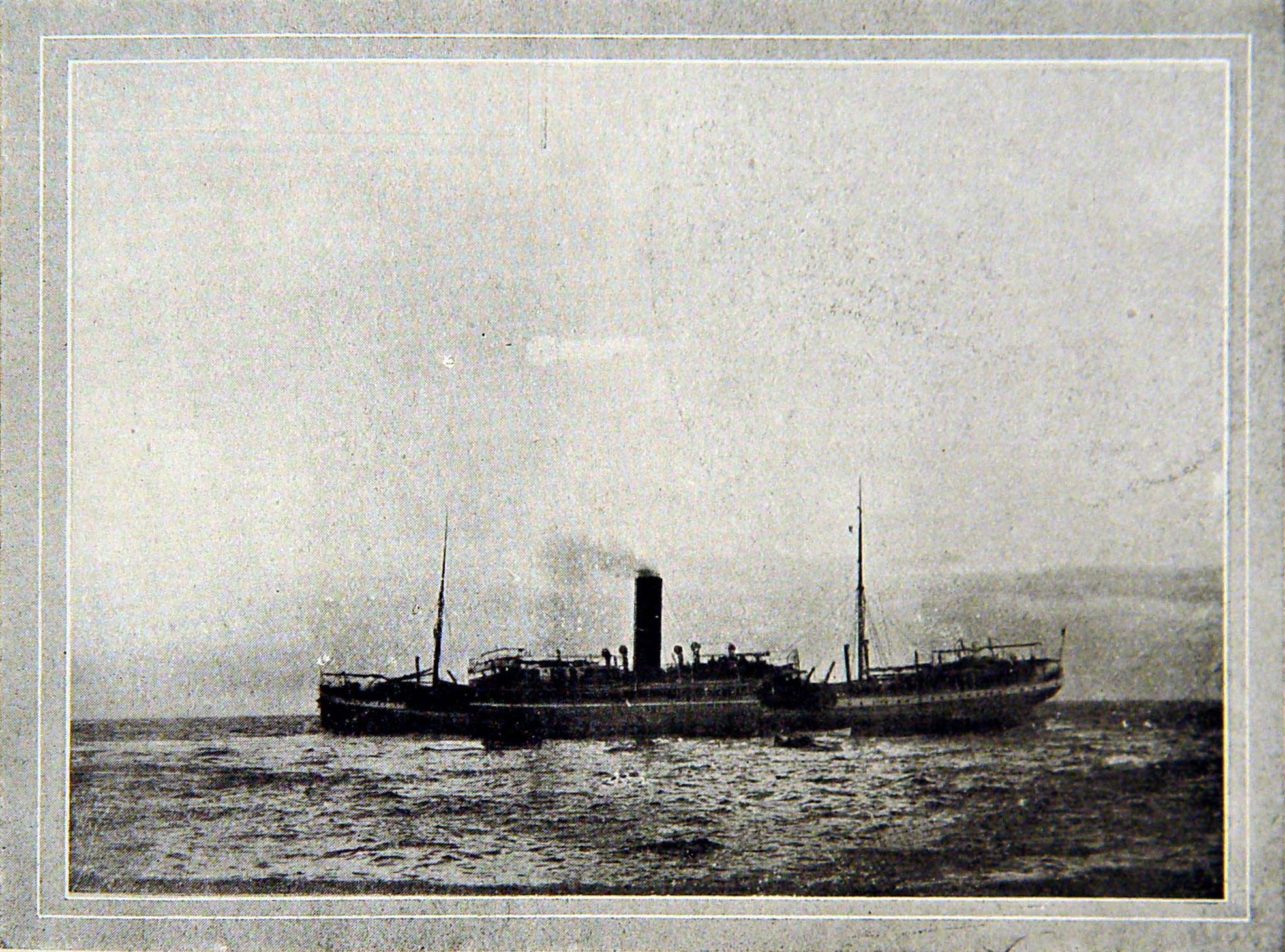
Die Lusitania auf den Felsen von Bellows Rock, April 1911

Das 5.557 BRT große, aus Stahl gebaute Dampfschiff Lusitania wurde 1906 auf der Werft Sir Raylton Dixon and Company im britischen Middlesbrough für die 1881 gegründete portugiesische Reederei Empresa Nacional de Navegação mit Sitz in Lissabon gebaut. Die Schiffe dieser Reederei bedienten einen regelmäßigen Liniendienst von Portugal nach Afrika. Die Lusitania lief am 12. Februar 1906 vom Stapel, wurde im Mai desselben Jahres in Dienst gestellt und hatte einen Schornstein, zwei Masten und zwei Propeller. Sie wurde von zwei Dreifachexpansions-Dampfmaschinen angetrieben, die eine Geschwindigkeit von 14 Knoten ermöglichte.
Am 8. April 1911 lief die Lusitania mit 150 Besatzungsmitgliedern und 203 europäischen Passagieren (25 Erste Klasse, 57 Zweite Klasse, 121 Dritte Klasse) in Lourenço Marques in Mosambik zu einer weiteren Überfahrt nach Lissabon aus. Außerdem waren 475 afrikanische Arbeiter an Bord, die in São Tomé von Bord gehen sollten. Am Abend des 18. April, nach dem Umrunden des Kaps der Guten Hoffnung, versuchte die Lusitania bei geringer Sicht in die Tafelbucht einzulaufen.
Gegen Mitternacht lief sie jedoch auf die Felsen von Bellows Rock bei Cape Point. Die Gewässer und die Wetterverhältnisse waren günstig genug, um alle Passagiere und Besatzungsmitglieder sicher von Bord bringen zu können, doch acht Menschen ertranken, als eines der Rettungsboote kenterte. Die HMS Forte und der Schlepper Scotsman halfen bei der Evakuierung. Das Schiff blieb manövrierunfähig auf den Felsen liegen, bis es am 22. April herunterglitt und in 37 Meter tiefem Wasser unterging.